# Luis Brunetto
Luis Antonio Brunetto (født 27. oktober 1901, død 7. maj 1968) var en argentinsk atlet som deltog i de olympiske lege 1924 i Paris. 
Brunetto vandt en sølvmedalje i atletik under OL 1924 i Paris. Han kom på en andenplads i konkurrencen i trespring efter Nick Winter fra Australien.

## Bibliografí
- Bruno A. González García, "Pionero entre los criollos", El deporte hace historia, 13 september 2007. (spansk)